# Wilkinson (Wisconsin)
Wilkinson – miasto w Stanach Zjednoczonych, w stanie Wisconsin, w hrabstwie Rusk.